# Сумароков-Ельстон Михайло Миколайович
Граф Михайло Миколайович Сумароков-Ельстон (9 [21] листопада 1893  , Ялта, Російська імперія - 3 липня 1970, Лондон, Велика Британія) — російський тенісист, учасник Літньої олімпіади 1912 року в Стокгольмі в складі російської збірної, 8-кратний чемпіон Росії з тенісу.

## Біографія

### Особисте життя
Онук першого графа Сумарокова-Ельстона, син графа Миколи Феліксовича Сумарокова-Ельстона і графині Софії Михайлівни Коскуль, двоюрідний брат князя Ф. Ф. Юсупова .
Закінчив Санкт-Петербурзький університет. У серпні 1914 року добровольцем пішов на фронт. З 1918 року перебував в еміграції. Спочатку жив на півдні Франції, в Ніцці, де став відомий як найсильніший майстер спорту. Грав в міксті з легендарною француженкою Сюзанн Ленглен. Потім жив у Лондоні, де і помер. Похований на Новому кладовищі Чизік (Chiswick New Cemetery) в Лондоні (Англія) в 1970 році.
Його дружина - графиня Наталія Миколаївна Сумарокова-Ельстон (уроджена Беллік). У Сумарокова-Ельстона є донька - графиня Софі Ланд, що проживає в Англії .

### Спортивна кар'єра

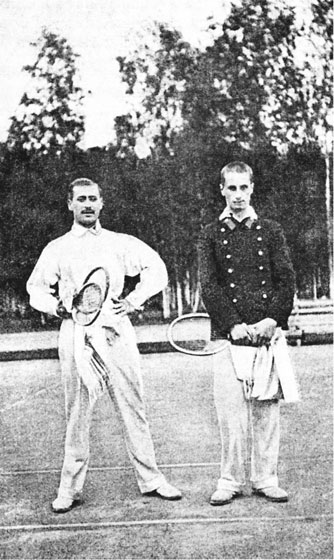
Аленіцин і Сумароков на Олімпіаді 1912 року

Один з піонерів російського професійного тенісу. Найсильніший російський тенісист початку XX століття. Входив до складу Петроградського гуртка спортсменів. Разом з Олександром Аленіциним став першим російським тенісистом - учасником Олімпійських ігор 1912 року. Виступав з ним в парному розряді. За жеребом повинен був зустрітися з ним в одиночному розряді на відкритих кортах, але керівництво збірної вирішило в останній момент зняти Аленіцина з одиночного розряду. Сумароков-Ельстон без гри пройшов до другого кола, де в 4-х сетах переміг чемпіона Швеції Карла Сеттерваля. Але в наступному колі не зміг перемогти Оскара Крейцера, другу ракетку Німеччини.

## Титули
- 8-кратний чемпіон Росії (в 1912 році Абсолютний чемпіон):
  - в одиночному розряді ( 1910 - 1914 )
  - парному розряді ( 1912 )
  - змішаному розряді ( 1912 - 1913 )
- Переможець перших в Росії змагань на критих кортах в одиночному і парному розрядах (1911).

## Нагороди
- У 2002 році одним з перших був введений до Зали російської тенісної слави в номінації Піонери вітчизняного тенісу [7] .
- З 2003 року в Петербурзі на кортах петербурзького СК «Крестовський» проходить чемпіонат з тенісу «Меморіал графа М. Н. Сумарокова-Ельстона», присвячений пам'яті спортсмена [6].